# Rybaxis truncaticornis
Rybaxis truncaticornis är en skalbaggsart som först beskrevs av Brendel 1890.  Rybaxis truncaticornis ingår i släktet Rybaxis och familjen kortvingar. Inga underarter finns listade i Catalogue of Life.